# Atukwei Okai
Atukwei Okai (* 15. März 1941 in Accra, Ghana; † 13. Juli 2018 ebenda), auch John Okay, war ein ghanaischer Schriftsteller, Lyriker und Hochschullehrer.

## Ausbildung und Karriere
Okai studierte am Maxim-Gorki-Literaturinstitut in Moskau und schloss im Fach Literatur mit dem Master 1967 ab. Später studierte er an der University of London.
Nach seiner Rückkehr nach Ghana begann Okai an der Universität von Ghana in Legon, einem Stadtteil von Accra, seine Tätigkeit als Dozent der russischen Literatur. Er wurde Mitglied der Fakultät des Instituts für Afrikastudien an der Universität von Ghana un war langjähriger Vorsitzender der Schriftstellervereinigung Ghanas sowie der Vereinigung Pan-Afrikanischer Schriftsteller (Pan-African Writers' Association) seit ihrer Gründung 1989 bis 2018. Hochgeehrt, erhielt er nach seinem Tod 2018 ein Staatsbegräbnis.

## Werke
Okai verfasste Lyrik in englischer Sprache, deren Rhythmus und Musikalität jedoch auf den oralen Traditionen seiner Heimat beruht. Teils sind sie mit Ga-Worten durchsetzt. Zwei seiner Gedichtbände hat er für Kinder geschrieben.

## Bibliographie
- Flowerfall, 1969 (für Kinder)
- The Oath of the Fontomfrom and Other Poems, 1971
- Lorgorligi Logarithms, 1974
- The Anthill in the Sea – Verses and Chants for Children, 1988